# Alexander Haas (Politiker)
Alexander Haas (* 22. Februar 1933 in Graz) ist ein ehemaliger österreichischer Politiker (ÖVP) und Landwirt. Er war von 1970 bis 1981 Abgeordneter zum Steiermärkischen Landtag und von 1981 bis 1988 Mitglied des Bundesrates.

## Ausbildung und Beruf
Haas besuchte von 1939 bis 1944 die Volksschule St. Veit bei Graz und absolvierte danach von 1943 bis 1949 die Oberschule bzw. das Bundesrealgymnasium in Graz. Er bildete sich durch landwirtschaftliche Fachkurse und Lehrgänge weiter und legte 1958 die Landwirtschaftsmeisterprüfung ab. In der Folge war er von 1961 bis 1989 beruflich als Landwirt tätig. Nach dem Ende seiner politischen Karriere legte Haas 1989 die Studienberechtigungsprüfung ab und studierte zwischen 1989 und 1995  Geschichte an der Universität Graz. Er beendete sein Studium im Jahr 1995 mit der Sponsion zum Magister der Philosophie (Mag. phil.). 1999 promovierte er mit seiner Dissertation über den „Steirischen Landbund“ und seine Vorläuferorganisationen zum Doktor phil.

## Politik und Funktionen
Haas war Gründungsobmann der Steirischen Landjugend des Bezirkes Graz-Umgebung und wirkte als langjähriger Funktionär der Landesleitung der Steirischen Landjugend. Er fungierte von 1964 bis 1972 Kammerrat der Landeskammer für Land- und Forstwirtschaft in Steiermark und gründete 1965 die bäuerliche Beratungs- und Umstellungsgemeinschaft "Grazer Bergland". In der Kommunalpolitik wirkte er von 1965 bis 1985 als Vizebürgermeister der Gemeinde  Stattegg, innerparteilich hatte er von 1967 bis 1989 die Funktion des Hauptbezirksparteiobmanns der ÖVP Graz-Umgebung inne. Er vertrat die ÖVP Steiermark von 1970 bis 1981 im Steiermärkischen Landtag und war vom 23. Juni 1981 bis zum 15. Juni 1988 Mitglied des österreichischen Bundesrates. Des Weiteren war Haas von 1972 bis 1993 Vorstandsobmann des Milchhofes Graz.

## Privates
Haas entstammt einer alten Landbündlerfamilie und wuchs auf einem Bauernhof nahe der Stadt Graz auf.

## Auszeichnungen
- Ernennung zum Ökonomierat (1989)
- Großes Silbernes Ehrenzeichen für Verdienste um die Republik Österreich
- Großes Ehrenzeichen für Verdienste um die Republik Österreich
- Großes Goldenes Ehrenzeichen des Landes Steiermark
- Leopold Kunschak-Preis (für seine Dissertation)

## Schriften
- Die vergessene Bauernpartei. Der Steirische Landbund und sein Einfluß auf die österreichische Politik 1918–1934. Leopold Stocker, Graz u. a. 2000, ISBN 3-7020-0885-3.
- Eduard Hartmann. Agrarpolitiker, Landesvater, Staatsmann. Landesverlag, St. Pölten u. a. 2003, ISBN 3-85214-771-9.